# Whaleback Key
Whaleback Key est une île des Keys, archipel des États-Unis d'Amérique situé dans l'océan Atlantique au sud de la péninsule de Floride. Elle est située dans la baie de Floride et relève du parc national des Everglades.